# Cecilia Díaz
Cecilia Díaz (neé María Cecilia Díaz) es una mezzosoprano argentina de destacada trayectoria nacional e internacional que fuera ganadora del concurso Operalia en 1994.

## Biografía
Discípula de Ana Sirulnik, estudió en el Conservatorio Gilardo Gilardi y en el Instituto Superior del Teatro Colón viajando becada a Viena por el teatro para el concurso Belvedere.
Mezzosoprano de destacada actuación en el Teatro Colón de Buenos Aires donde debutó en 1994 en la ópera de Juan José Castro  Proserpina y el extranjero (Proserpina e lo straniero), en la siguiente temporada fue Charlotte en Werther de Massenet, en 1996 Eboli en Don Carlo de Verdi y Nerón en L'incoronazione di Poppea de Monteverdi y Amneris de Aída. 
En 1997 fue Dalila en Samson et Dalila con Plácido Domingo (y en versión de concierto en 2007 con José Cura ) y Maddalena de Rigoletto con Marcelo Álvarez y Leo Nucci. En el 2001 fue Adalgisa en Norma de Bellini junto a June Anderson. Otros papeles interpretados en el coliseo porteño fueron Marina (Borís Godunov), Erda (El oro del Rhin), Marguerite (La condenación de Fausto), Siebel (Faust), Suzuki (Madama Butterfly) Montevideo 2018, Les nuits d'été, Berlioz
Internacionalmente actúa en Uruguay, Chile, Brasil, Francia (Niza), Italia (La Fenice de Venecia), Suiza (Ginebra en La púrpura de la rosa, con dirección de Oscar Araiz y Gabriel Garrido), Estados Unidos (Berkeley, Washington) y en 1995 debutó en España, en Granada (Edipo Rey), en Oviedo, Sevilla, en el Teatro Real de Madrid en Il Burbero di buon cuore de Martin y Soler junto a Veronique Gens y Luca Pisaroni.
Ganó el Premio Konex a la mejor cantante argentina de 1999.